# 羅納德·萊維
羅納德·萊維（英語：Ronald Levy，1992年10月30日—），牙買加田徑運動員，他代表牙買加隊參加了日本舉行的2020年夏季奧林匹克運動會，並且在男子110米跨欄比賽上獲得銅牌。